# Fred Noonan
Frederick Joseph « Fred » Noonan (né le 4 avril 1893 - disparu le 2 juillet 1937, déclaré mort le 20 juin 1938) est un navigateur de vol américain, capitaine de vaisseau et pionnier de l'aviation, qui est le premier à cartographier de nombreuses routes aériennes commerciales à travers l'océan Pacifique pendant les années 1930. Il disparait quelque part au-dessus de l'océan Pacifique central le 2 juillet 1937 en compagnie d'Amelia Earhart.

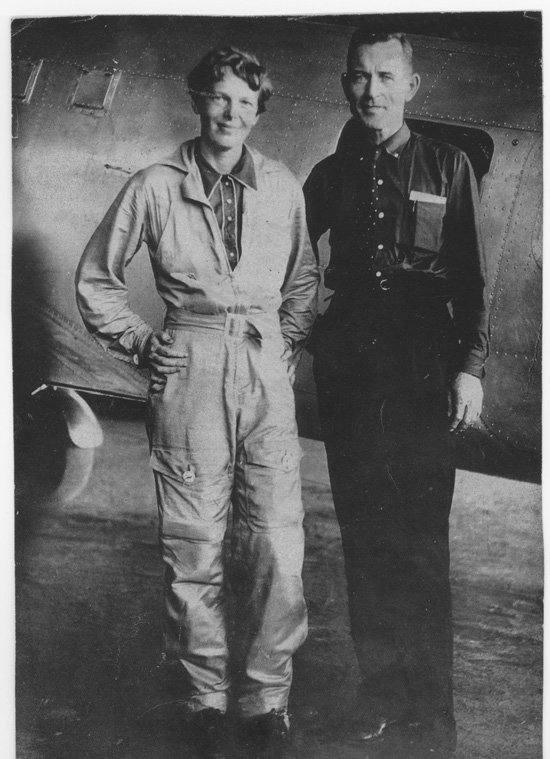
Amelia Earhart et Fred Noonan.